# Coldside Branch Public Library

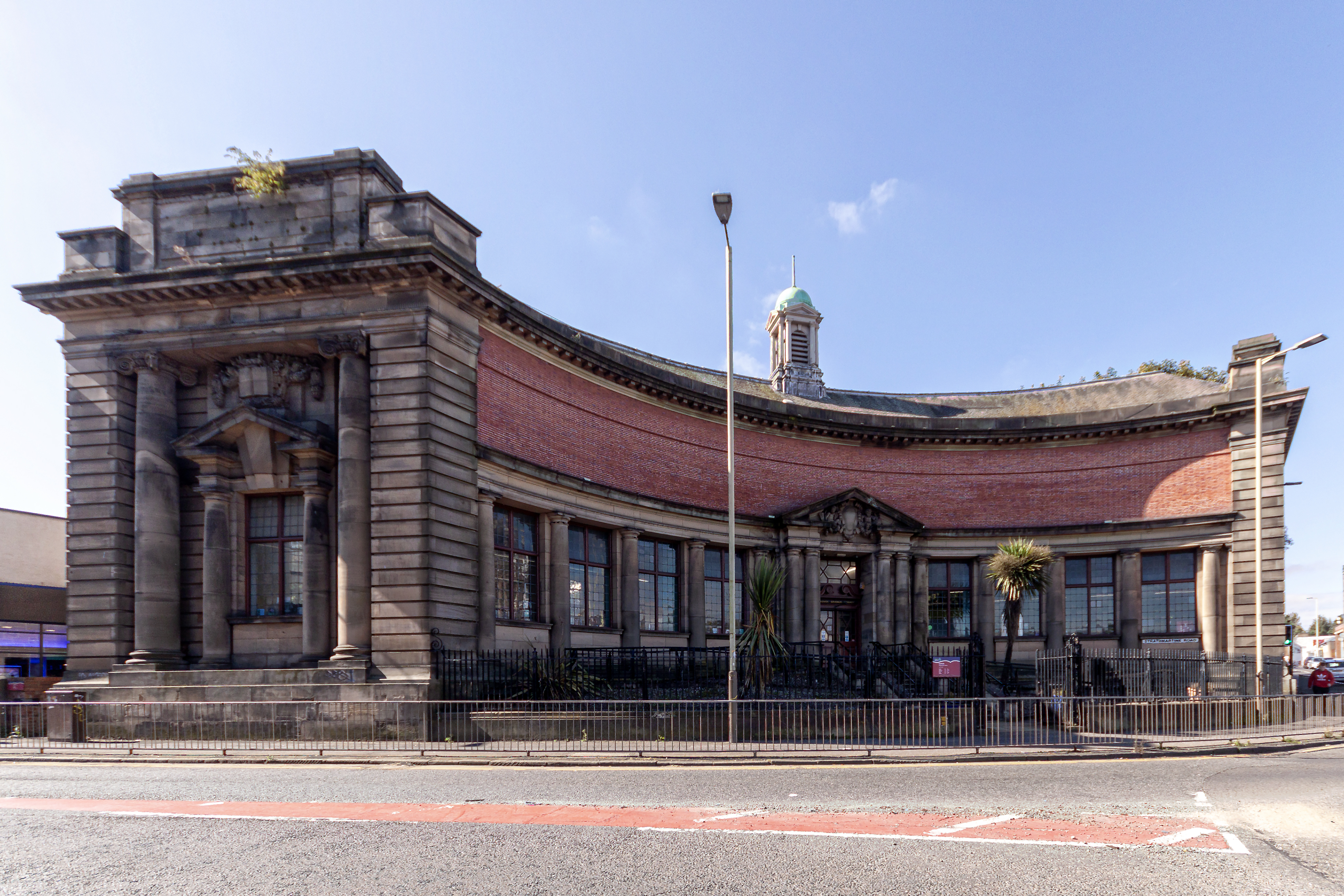
Coldside Branch Public Library

Die Coldside Branch Public Library ist eine Bibliothek in der schottischen Stadt Dundee in der gleichnamigen Council Area. 1965 wurde das Bauwerk in die schottischen Denkmallisten in der höchsten Denkmalkategorie A aufgenommen.

## Geschichte
Die Bücherei zählt zu den Carnegie-Bibliotheken. Andrew Carnegie stiftete für ihre Errichtung einen Betrag in Höhe von 7200 £. Den Entwurf lieferte der schottische Architekt Frank Drummond Thomson, der Sohn des Dundeer Stadtarchitekten James Thomson. Für die skulpturale Ausgestaltung zeichnet die Bildhauer Albert Hodge verantwortlich. Die Bibliothek wurde 1908 eröffnet.

## Beschreibung
Die Coldside Branch Public Library steht an der Strathmartine Road in prominenter Lage an einem Kreisverkehr, an dem fünf Straßen nördlich des Stadtzentrums von Dundee zusammentreffen. Die nordostexponierte Hauptfassade des neobarocken Gebäudes ist markant konkav geführt. Das Mauerwerk des fensterlosen Obergeschosses besteht aus Backstein. Dorische Säulen gliedern die Fassade zwischen den flächigen Fensterelementen. Sie tragen ein schlichtes Gebälk. Der zentrale Eingangsbereich ist mit gepaarten dorischen Säulen und gebrochenem Dreiecksgiebel gestaltet. Sein Tympanum ist mit Cherubim skulpturiert. Das die Fassade abschließende Kranzgesims ist mit Zahnschnitt gestaltet. Die schmalen Seitenfassaden sind monumental mit dorischen Säulen gestaltet, die einen gebrochenen Dreiecksgiebel tragen. Es flankieren kolossale ionische Säulen.